# 續高僧傳
《續高僧傳》，又稱《唐高僧傳》，為一部成書唐朝，記錄梁初至中唐佛教的史料。計三十卷，唐道宣(596～667)撰。今收錄於大正藏第50冊
道宣认为慧皎《高僧传》中记载梁代的高僧过少，而需要作补辑的工作，于是写成《续高僧传》三十卷。内容从梁代初叶开始，到唐贞观十九年(645)止，一百四十四年的期间，共写正传三百三十一人，附见一百六十人，即于贞观十九年完成。在成书后二十年间，陆续有所增补，又成后集《续高僧传》編入《續高僧傳》。
與《梁高僧传》、《宋高僧傳》、《大明高僧傳》，合稱四朝高僧傳。